# Maya Bamert
Maya Bamert (ur. 7 grudnia 1979 w Lachen) – szwajcarska bobsleistka (dwójki kobiet), olimpijka, medalistka mistrzostw Europy.
Wystąpiła w kilkudziesięciu zawodach Pucharu Świata w bobslejach.

## Osiągnięcia
- Brązowa medalistka mistrzostw Europy (2008 – z Anne Dietrich)
- Uczestniczka:
  - igrzysk olimpijskich (2006 – 8. miejsce, z Martiną Feusi)
  - mistrzostw:
    - świata (2005 – 13. miejsce, z Regulą Sterki, 2007 – 5. miejsce, z Anne Dietrich, 2008 – 8. miejsce)
    - Europy (2008, 2010 – 4. miejsce)